# Zjawisko fotowoltaiczne

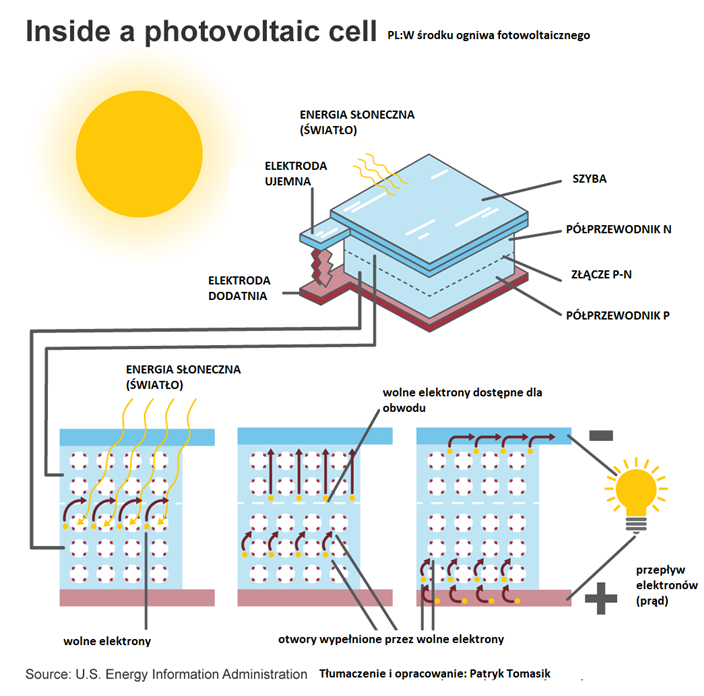
Zasada działania ogniwa fotowoltaicznego.

Zjawisko fotowoltaiczne (efekt fotowoltaiczny) – zjawisko fizyczne polegające na powstaniu siły elektromotorycznej w ciele stałym pod wpływem promieniowania świetlnego. W związku z tym należy do zjawisk fotoelektrycznych wewnętrznych. Zjawisko fotowoltaiczne jako pierwszy zauważył w roku 1839 Alexandre Edmond Becquerel, ojciec Henriego Becquerela.
Pod wpływem działania promieni słonecznych, elektrony znajdujące się w krysztale krzemu zostają wzbudzone, przechodzą na wyższy poziom energetyczny i zostają wybite. Na skutek ich przemieszczania się pomiędzy elektrodami, powstaje różnica potencjałów, a tym samym prąd elektryczny stały. Zjawisko to jest wykorzystywane w ogniwach fotowoltaicznych.